# Yann Queffélec
Yann Queffélec, född 4 september 1949 i Paris, är en fransk författare. Han mottog Goncourtpriset för romanen Les noces barbares (svenska Barnet på vinden) 1985.

## Biografi
Yann Queffélec är son till den bretonska författaren Henri Queffélec och bror till pianisten Anne Queffélec. Han var gift med pianisten Brigitte Engerer som han fick en dotter med. Även om han är född och bosatt i Paris, har han starka band till Bretagne, och där särskilt området Aber-Ildut.
Queffélec praktiserade 1962 på seglarskolan Jeunesse et Marine (ungefär Ungdom och Hav). Där blev han senare lärare och fick även möjlighet att navigera med den franske seglaren Éric Tabarly. Queffélec skrev om skolan i den biografi som han har ägnat Tabarly.
Queffélec började sin författarkarriär genom att vid 32 års ålder ge ut en biografi om den ungerske kompositören Béla Bartók. Fyra år senare fick han Goncourtpriset för romanen Les noces barbares. Han är författare till flera romaner och en diktsamling. Han beskriver olyckligt förälskade personer. Han skriver också texter till musik, bland annat för den franske sångaren och kompositören Pierre Bachelet.
Under 1998 arrangerade han på internet en interaktiv roman, Trente jours à tuer.
Han är också en av krönikörerna i den franska tv-kanalen France 2:s program Varför fryser inte pingvinerna om fötterna?.